# Пётр I (форт)
Форт «Пётр I» (до 1834 года — форт «Цитадель») — памятник истории и архитектуры XVIII—XIX веков в Кронштадте. Один из старейших фортов Кронштадтской крепости. Был построен для защиты Купеческой гавани и южного фарватера от подхода вражеских кораблей.
Входит в состав объекта Всемирного наследия ЮНЕСКО «Исторический центр Санкт-Петербурга и связанные с ним комплексы памятников». Находится под охраной государства.

## История

### Основание и петровская эпоха
После победы в Северной войне и подписания Ништадтского мира в 1721 году Пётр I озаботился усилением обороны Санкт-Петербурга с моря. Для защиты кораблей, стоявших в Купеческой гавани Кронштадта, было решено возвести новое укрепление.
Форт, получивший название «Цитадель», был заложен в декабре 1721 года и строился на деревянных сваях и ряжах — срубах, заполненных камнем. Он представлял собой крепость с внутренней гаванью. Обращённая к рейду сторона состояла из двух бастионных фронтов общей длиной 170,6 м, образующих тупой угол. Строительство было в основном завершено в 1724 году. В мае того же года М. М. Самарин доносил императору, что «Цитадель рубкой закончена и от моря пушки ставят». Артиллерийская батарея форта насчитывала 106 орудий, что позволяло вести эффективный перекрёстный огонь с фортом «Кроншлот», надёжно прикрывая рейд. К 1818 году вооружение форта было доведено до 120 орудий.

### Наводнение 1824 года и перестройка в камне
Деревянный форт прослужил сто лет, пока не был практически полностью разрушен катастрофическим наводнением 7 ноября 1824 года. Водная стихия сорвала со своих мест, повредила и унесла в море около двух тысяч орудий кронштадтских укреплений.
Восстановление оборонительных сооружений началось именно с «Цитадели». В 1827 году было принято решение перестроить форт в камне по проекту, составленному инженер-генерал-лейтенантом Л. Л. Карбоньером. Руководство работами было возложено на инженер-майора А. А. Фуллона. 16 февраля 1828 года приступили к разборке старого форта.
Каменный форт в плане в основном повторял очертания деревянного. Его строили на старом ряжевом основании, которое укрепили новыми сваями и бетоном. Стены были выложены из бутовой плиты и облицованы гранитом со стороны залива, их толщина достигала почти двух метров. Оборона перестроенного форта строилась по круговому принципу: главная башня соединялась по флангам с двумя полубашнями. Проходы во внутреннюю гавань перекрывались чугунными раздвижными мостами. В январе 1835 года на форте установили штатное вооружение. Гарнизон состоял из более чем 400 человек, на вооружении находилось 97 орудий, включая 16 полупудовых единорогов в горжевой части.
7 сентября 1834 года указом императора Николая I форт «Цитадель» был переименован в форт «Император Пётр I».

### Крымская война и минные заграждения

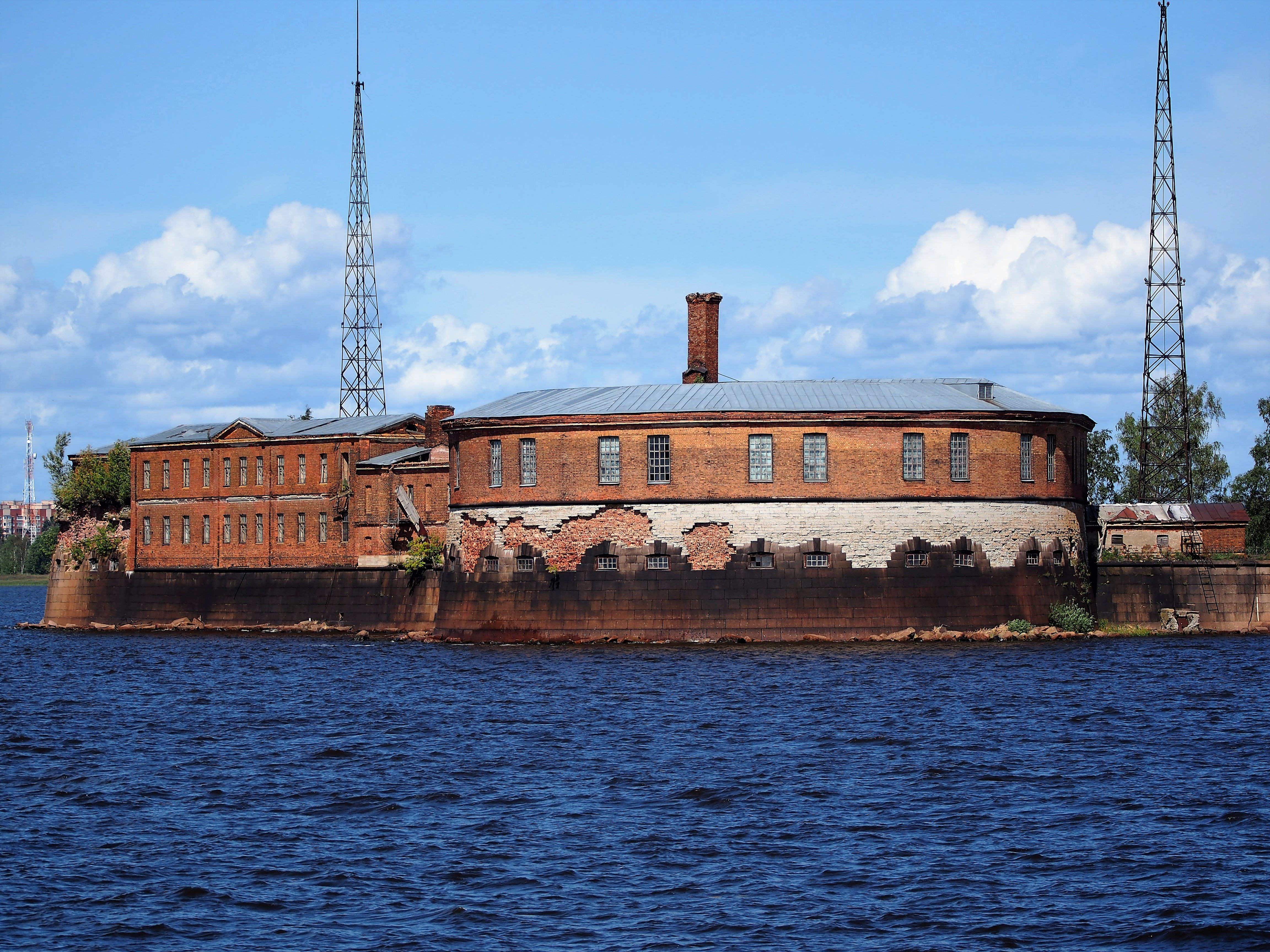
Вид на форт

В 1854 году, во время Крымской войны, в ожидании атаки англо-французского флота между фортами «Пётр I» и «Александр I» было установлено первое в мире подводное минное заграждение. Минная позиция, состоявшая из 105 морских мин системы Б. С. Якоби, имела протяжённость 555 метров. Позже аналогичное заграждение соединило «Пётр I» и «Кроншлот». Эти меры сыграли важную роль в обороне Кронштадта.

### Конец XIX — начало XX века
С ростом дальнобойности артиллерии форт постепенно утрачивал своё оборонительное значение. В 1870 году к нему пристроили дамбу, мост и пристань с поворотным краном для использования в качестве перевалочной базы. В 1896 году форт был официально исключён из состава оборонительных сооружений, поскольку его стены не могли противостоять новым снарядам. Тем не менее, когда форт «Александр I» был преобразован в противочумную лабораторию, именно «Пётр I» принял на хранение всё его вооружение. В начале XX века внутреннюю гавань засыпали, на территории были возведены новые здания, а деревянные крыши заменены на несгораемые. На форте продолжали складировать вооружение и работали химические лаборатории по изготовлению взрывчатых веществ.

### Советский период и Великая Отечественная война
В советское время форт продолжал использоваться как склад и лаборатория по работе со взрывчатыми веществами. Во время Великой Отечественной войны он играл важнейшую роль в обороне Ленинграда. Здесь круглосуточно велась подготовка мин, снарядов и торпед для Балтийского флота. Только за первую неделю боевых действий в 1941 году было выставлено 3300 мин, на которых подорвались и затонули 17 немецких и 3 финских корабля. После войны лаборатория была закрыта, а на форте до начала XXI века располагались склады и цех по ремонту морских снарядов.

## Современное состояние
До недавнего времени форт «Пётр I» являлся базой хранения арсенала ВМФ и был закрыт для посещения. В рамках создания туристско-рекреационного кластера «Остров фортов» форт был соединён с берегом дамбой, что открыло доступ к его пристани для посетителей парка.
В настоящее время на форте ведутся масштабные реставрационные работы. В соответствии с Постановлением Правительства РФ от 22.02.2020 № 197, на его реставрацию и приспособление для современного использования выделены бюджетные средства. После завершения работ форт станет частью музейно-исторического парка. Открытие объекта после реставрации запланировано на 2025 год.